# Bruno Bellini
Bruno Bellini (Padova, 22 dicembre 1893 – Padova, 24 dicembre 1947) è stato un calciatore, arbitro di calcio e dirigente sportivo italiano.
Non è da confondere con l'arbitro Mario Bellini di Milano, arbitro quasi coetaneo che aveva iniziato l'attività arbitrale nel 1913, ma non era suo parente.
È stato un importante arbitro ed esponente della classe arbitrale italiana oltre che dirigente federale dal 1914 al 1943.

## Biografia
Studia a Padova e poi a Venezia dove porta a termine i suoi studi laureandosi in scienze commerciali. A Padova pratica diversi sport fra cui la marcia.
Nel 1915 partì volontario nel battaglione ciclisti e, dopo una breve sosta per malattia, ritornò al fronte nel 4º Genio Pontieri nel quale ottenne la promozione a sottotenente. Poi passò nel 1º Zappatori.
Prese parte alle azioni sul Montello nel giugno 1918 e a quella del ponte di Vidor con l'8ª Armata nell'ottobre 1918.

### Calciatore
A soli 13 anni, nel 1906, partecipa ad alcune partite di calcio ginnastico nell'Associazione Ginnastica e Scherma di Padova.

Alla fondazione dell'Associazione Calcio Padova è giovanissimo, come molti altri dei 50 che con entusiasmo costituirono la squadra biancoscudata, ma non è mai citato da nessun libro sebbene con lui ci fossero Malagoli, Tessari, Sterle e Appiani.
Nel Padova giocò poche partite, soprattutto nei rincalzi, cambiando spesso ruolo. Di partite significative nei suoi ricordi c'era la "Coppa Onorevole Magni" che disputò a Belluno nel 1912. Poi, a causa dello studio, sospese ogni attività sportiva.

### Arbitro

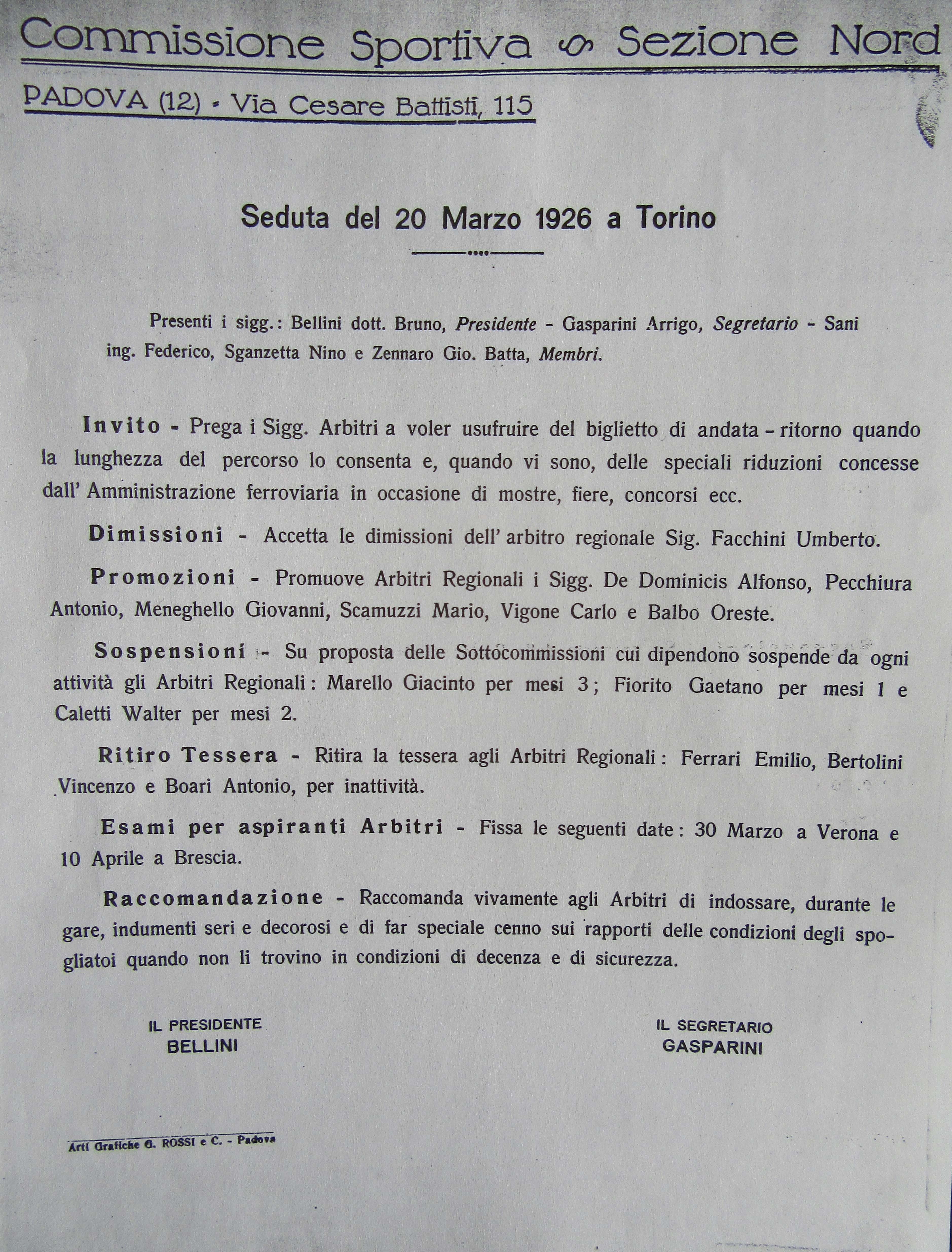
Un comunicato ufficiale della Commissione Sportiva della Lega Nord del 1926 firmato dal Presidente Bruno Bellini.

Inizio ad arbitrare nel 1914 dopo aver superato il corso di abilitazione che si tenne al Ristorante Stoppato di Padova  il 12 dicembre 1914.
Tornato a Padova, nel 1918 riprese l'attività sportiva quale consigliere del Padova e fu di nuovo inserito nell'elenco a disposizione del Comitato Regionale Veneto per arbitrare le gare di Prima Categoria.
Ha avuto la tessera del Padova ed era citato sulle cronache come "Bellini del Padova".
Fu per 4 stagioni consecutive (dal 1919-1920 al 1922-1923) presidente del sottocomitato veneto dell'A.I.A.
All'inizio della stagione 1923-1924 è eletto "membro" della Commissione Arbitri della Lega Nord, carica da cui si dimise alla fine della seconda stagione con l'impegno a portare a termine le incombenze in sospeso.
Nell'assemblea di rinnovo cariche del 1924 è eletto ed accetta la carica di "Presidente" della Commissione Sportiva della Lega Nord, carica che conserverà fino a fine stagione 1925-1926.
Gli è attribuito l'arbitraggio di una sola gara internazionale: Francia-Svizzera (1-0) del 24 aprile 1926.
Con la riforma di tutto l'ordinamento della FIGC stabilito dalla Carta di Viareggio, nel 1926 perde ogni carica federale.

Accetta di arbitrare le gare di categoria inferiore alla Divisione Nazionale nel 1926 e termina l'attività arbitrale nel 1930 dirigendo la partita di Serie B Reggiana-Prato (2-0) del 1º giugno 1930.
Nel 1927 è fra gli arbitri che costituiscono il Gruppo Arbitri Padovani "Giacomo Ciro Turra", arbitro padovano poi deceduto nel novembre 1928.
Il Presidente della F.I.G.C. Luogotenente Generale Giorgio Vaccaro lo nominò membro del D.D.S. nel 1936 e Bruno Bellini mantenne la carica fino alla fine della stagione 1942-1943.
Alla sua morte, avvenuta nel 1947, la Sezione A.I.A. di Padova cambiò il proprio nome aggiungendo nella denominazione il suo.